# Lubey
Lubey är en kommun i departementet Meurthe-et-Moselle i regionen Grand Est (tidigare regionen Lorraine) i nordöstra Frankrike. Kommunen ligger i kantonen Briey som tillhör arrondissementet Briey. År 2022 hade Lubey 215 invånare.

## Befolkningsutveckling
Antalet invånare i kommunen Lubey
| Referens: INSEE |